# Sam Behrens
Sam Behrens, właśc. Stanley Birnbaum (ur. 24 lipca 1950 w Brooklynnie) – amerykański aktor telewizyjny, w szczególności znany z jego roli Gregory’ego Richardsa w operze mydlanej stacji NBC/wytwórni Aarona Spellinga Sunset Beach.

## Życiorys
Urodził się w Brooklynie, w stanie Nowy Jork w rodzinie żydowskiej.
Rozpoczął karierę w operze mydlanej ABC Ryan’s Hope, wcielając się w rolę doktora Adama Cohena w latach 1979-1980. W latach 80. przeniósł się z Nowego Jorku do Los Angeles. Wkrótce został obsadzony jako Jake Meyer w operze mydlanej ABC Szpital miejski (General Hospital, 1983-1987). Potem wystąpił w serialu prawniczym NBC Prawnicy z Miasta Aniołów (L.A. Law, 1988).
W operze mydlanej CBS Knots Landing (1989–1990) został obsadzony jako Danny Waleska, nowy mąż Valene Ewing (Joan Van Ark). Za rolę w 1991 zdobył nagrodę Soap Opera Digest Award za wybitny czarny charakter.
Behrens wystąpiła gościnnie w serialu Napisała: Morderstwo (Murder, She Wrote), a we wczesnych latach dziewięćdziesiątych grał główne role w filmach telewizyjnych.
W latach 1997–1999 Behrens zagrał u boku Lesley-Anne Down w dziennej operze mydlanej NBC Sunset Beach, wyprodukowanej przez Aarona Spellinga. Otrzymał dwie dodatkowe nominacje do nagrody Soap Opera Digest za wyjątkowy czarny charakter.
31 grudnia 1989 ożenił się z Shari Belafonte.

## Filmografia

### filmy fabularne
- 1983: Star 80 jako biznesmen
- 1993: Alive, dramat w Andach jako Javier Methol
- 1996: Trójkąt Bermudzki (Bermuda Triangle, TV) jako John

### seriale TV
- 1979-1980: Ryan’s Hope jako Adam Cohen
- 1983: Szpital miejski (General Hospital) jako Jake Meyer
- 1985: Szpital miejski (General Hospital) jako Jake Meyer
- 1988: Napisała: Morderstwo (Murder, She Wrote) jako Kevin Styles
- 1988: Prawnicy z Miasta Aniołów (L.A. Law) jako Charles Craft
- 1989–1990: Knots Landing jako Danny Waleska
- 1991: Prawnicy z Miasta Aniołów (L.A. Law) jako Steve Lockner
- 1997–1999: Sunset Beach jako Gregory Richards
- 1999: Sunset Beach jako Tobias Richards
- 2002: Żarty na bok (That's Life) jako Robert Comiskey
- 2002: Żar młodości (The Young and the Restless) jako Maxwell Hollister
- 2007: Podkomisarz Brenda Johnson (The Closer) jako Ken Scott